# (5488) Kiyosato
(5488) Kiyosato (1991 VK5) – planetoida z pasa głównego asteroid okrążająca Słońce w ciągu 5,29 lat w średniej odległości 3,04 j.a. Odkryta 13 listopada 1991 roku.